# Wladimir Sergejewitsch Pyschnow
Wladimir Sergejewitsch Pyschnow (russisch Владимир Сергеевич Пышнов, wiss. Transliteration Vladimir Sergeevič Pyšnov; * 21. Februarjul. / 6. März 1901greg. in Moskau; † 1984) war ein sowjetischer Aerodynamiker.

## Leben
1920 trat Pyschnow in die Armee ein und studierte dann bis 1925. Besonders herausragend waren seine Leistungen im Bereich der theoretischen Aerodynamik und der Flugmechanik. Neu waren seine Ansätze für das Flugverhalten im Bereich des Hyperschalls. Er erhielt 1939 einen Lehrstuhl am ZAGI, wurde 1946 Generalleutnant und schließlich 1958 Doktor der technischen Wissenschaften.
Er unterstützte einige bekannte Flugzeugkonstrukteure in ihrer Arbeit, so etwa Alexander Sergejewitsch Jakowlew.